# 김병수 (1970년 11월)
김병수(金炳秀, 1970년 11월 24일 ~ )는 대한민국의 전 축구 선수이자 현 축구 지도자로 선수 시절 제일은행, 코스모 석유 욧카이치, 오이타 트리니타 등에서 미드필더로 활동했으며 현재 대구 FC의 감독을 맡고 있다.

## 선수 경력
강원도 홍천초등학교 재학 시절 축구화를 처음 신은 김병수는 축구를 잘 한다는 소문이 퍼지면서 서울 서울미동초등학교 축구부로 스카우트되었다. 이 무렵 포항 스틸러스 감독이었던 한홍기가 그의 축구 실력을 눈여겨 보아 포항 선수들과 함께 연습을 시키기도 하였다.
이후 축구 명문인 경신고등학교 축구부에 진학하였으며, 1987년에는 제6회 KBS배 추계 중고축구대회에서 16강전 결승골, 준결승전 동점골 및 결승골, 결승에서는 도움을 기록하며 팀의 대회 첫 우승을 이끌었고 본인은 대회 최우수선수로 선정되었다.
1988년 고려대학교 축구부에 진학하였으며, 카타르에서 열린 제26회 U-19 아시아 청소년 축구 선수권 대회에 참가하였다. 하지만 이 무렵부터 그는 고질적인 발목 부상에 시달리게 되었다. 고등학생 때부터 겪었던 발목 부상을 제대로 치료하지 못한 채 아픔을 무릅쓰고 운동에 매진했던 결과, 양쪽 발목 인대가 1인치가량 늘어나 있었던 것이다. 1990년이 되어서야 어릴 적 포항에서 인연을 맺었던 최순호의 도움으로 수술을 받을 수 있었다.
1987년 FIFA U-16 세계 축구 선수권 대회에 신태용, 서정원, 노정윤 등과 함께 출전하여 8강 진출에 일조하였다. 1992년 하계 올림픽 아시아 지역 최종예선 한일전에서 경기 종료를 1분 남기고 극적인 발리슛 결승골을 성공시켜 대한민국의 본선 진출을 이끌었다. 당시 올림픽 대표팀 감독을 맡고 있던 데트마어 크라머 감독이 '축구 인생 50년 만에 만난 천재다. 독일로 데려가고 싶다'고 극찬할 정도로 빼어난 활약을 보였으나 이후 다시 발목 부상이 재발하면서 끝내 올림픽 본선 엔트리에는 합류하지 못하였다.
K리그 드래프트를 거부하고 1992년 제일은행에 입단하였으며, 이후 1993년 일본 실업축구팀인 코스모석유 축구단에 입단하였다. 훈련 없이 경기만 뛰면 되고, 발목 부상에 대한 수술과 재활 치료를 전부 지원하겠다는 파격적인 조건이었다. 이후 1997년 오이타 트리니타를 거쳐 선수 생활을 은퇴하기에 이른다. '비운의 축구 천재'라는 수식어를 달고 다녔을 만큼 안타까운 은퇴였다.

## 지도자 경력
선수 은퇴 1998년부터 모교인 고려대학교 축구부 코치를 맡았다.
1999년부터 포항 스틸러스 산하 U-18 유소년 팀인 포항제철공업고등학교 축구부 코치를 맡았고, 이후 포항 스틸러스의 2군 코치, 기술부장 등을 역임하였다.
2008년 영남대학교 축구부 감독으로 부임하였는데, 당시 영남대학교 축구부는 폐부 직전의 상태로 18명의 선수들로 구성되어 간판만 내건 상태였으며, 1년 가까이 운동을 쉰 학생들이 대부분이었다. 하지만 2009년 춘계대학연맹전과 전국대학축구대회에서 8강에 오르는 성적을 냈으며, 2010년 춘계대학연맹전 우승을 차지함으로써 33년 만에 팀에 우승컵을 안겼다. 2012년에는 추계대학연맹전 우승을, 2013년에는 지방 팀 최초로 U리그 우승을 차지하였다. 또한 FA컵 2014에서는 8강에 진출하여 역대 대학팀 최고 성적과 어깨를 나란히 하였다. 신태용 전 성남 감독 이후로 스타 배출의 맥이 끊겼던 영남대학교는 김병수 감독의 지도 하에 신진호, 이명주, 임채민, 김승대, 손준호 등의 프로 선수들을 배출해 냈다.
2016년 1월 9일 서울 이랜드 FC의 3대 감독으로 선임되어 프로 무대에서 감독으로 첫 출발을 하였다. 하지만 생각보다 큰 성과를 거두지 못하며 승강 플레이오프 진입에 실패하였고, 11월 17일 구단 대표이사와 동반 사임하였다.
2018년 8월 12일 K리그1 강원 FC 전력강화부장에서 감독으로 내부 승진했다. 2021년 7월 박효진 수석코치를 폭행하여 제재금 4,000만 원의 자체 징계를 내렸다.
결국 성적 부진에 2021년 11월 3일 포항 원정에서 0:4로 대패한 것이 빌미가 되어, 다음 날인 11월 4일에 강원 FC의 감독직에서 전격 해임됐다.
2023년 5월 4일 이병근의 후임으로 수원의 새 감독으로 부임하였다.
하지만 성적부진으로 9월 26일 경질 당하였다.

## 참고 자료
- 김태륭의 원사이드컷 - 서울이랜드FC 신임 감독, '축구 천재' 김병수를 아시나요?
- 비운의 축구 천재, 최고 지략가 우뚝
- 부상으로 사라져간 축구천재 김병수